# Эзов, Эдуард Давыдович
Эдуард Давыдович Э́зов (1909—1999) — советский оператор и режиссёр документального кино.

## Биография
Родился 8 (21) апреля 1909 года в Астрахани в армянской семье.
В 1927—1930 годах учился в киношколе Б. В. Чайковского.
В кино с 1929 года, сначала фотографом на студии «Культурфильм», с 1934 года — оператором-мультипликатором, позднее — оператором на студии «Мостехфильм».
Участвовал в Великой Отечественной войны руководителем агитбригады. Член ВКП(б) с 1948 года.
Работал в содружестве с Б. Г. Долиным. Был в числе участников первой и третьей советской антарктической экспедиции. Снимал сюжеты для киножурналов «Альманах кинопутешествий» и «Хочу всё знать».
Умер 20 июля 1999 года.
Брат — актёр МХАТ имени М. Горького Л. Д. Эзов.

## Фильмография

### Операторские работы
- 1941 — Наши друзья
- 1945 — Пехота в бою; Воссозданный портрет
- 1947 — Звериной тропой (совместно с В. Н. Асмусом и А. В. Миссюрой)
- 1948 — История одного кольца (совместно с В. Н. Асмусом)
- 1950 — Славное море; Первые крылья; Звёздный остров
- 1956 — У берегов Антарктиды
- 1961 — Удивительная охота (совместно с А. В. Миссюрой)
- 1963 — Серая звёздочка
- 1964 — Синяя пчёлка
- 1966 — Удивительная история, похожая на сказку
- 1967 — Дом Брема
- 1969 — Король гор и другие
- 1971 — Вот тебе и заяц
- 1972 — Хвостик потерялся

## Режиссёрские работы
- 1958 — По ту сторону экватора
- 1959 — Для здоровья человека
- 1964 — «Москвич-403»
- 1965 — «Москвич-408»
- 1974 — Бокситовый комплекс в Гвинее (совместно с М. М. Рафиковым)
- 1976 — Юность древнего Бенина

## Награды и премии
- Сталинская премия третьей степени (1950) — за фильм «История одного кольца» (1948)
- орден Отечественной войны II степени (6.4.1985)
- орден Красной Звезды (11.5.1945)
- медаль «За боевые заслуги» (15.10.1942)
- медаль «За оборону Москвы»